# Record de Tunisie du 50 kilomètres marche
Le record de Tunisie du 50 kilomètres marche est actuellement détenu par Hatem Ghoula en 3 h 58 min 44 s.

## Hommes
| Athlète      | Performance     | Club           | Lieu                  | Date        |
| Hatem Ghoula | 3 h 58 min 44 s | Zitouna Sports | Santa Eulària des Riu | 4 mars 2007 |